# Эйкофф, Элвин Морей
Элвин Морей Эикофф (англ. Alvin Maurey Eicoff) (8 июня 1921 года — 2 марта 2002 года) — изобретатель рекламы обратного отклика (DRTV). Инициировал использование в телерекламе бесплатного номера «1-800» и фразы «…или мы вернём вам деньги!».

## Биография
Элвин Морей Эикофф родился 8 июня 1921 года в Льюистауне, Монтана.
В отличие от рекламодателей, желающих платить миллионы за 30 секунд эфирного времени во время «Суперкубка», г-н Эикофф не верил ни в какую взаимосвязь между рейтингами и продажами.
Он был широко признан основателем рекламы прямого отклика (DRTV). Он первым инициировал использование номера «1-800» на телевидении вместе с фразой «…или мы вернём вам деньги!». Эикофф был сторонником короткого DRTV, состоящего из 120-секундных и 60-секундных рекламных роликов с номером 1-800 и призывом к действию. Он основал свое собственное рекламное агентство в 1959 году, A. Eicoff & Company, специализирующееся на короткометражном DRTV.
Умер 2 марта 2002 г. в Хайленд-Бич, штат Флорида. Причиной была застойная сердечная недостаточность, заявило рекламное агентство, которое он основал — A. Eicoff & Company.

## Карьера
Он начал свою карьеру на радио в 1940-х годах, выпустив свои первые рекламные объявления для аэрозоля от мух под названием Flypel и крысиного яда под названием D-Con. Перейдя на телевидение, он создал рекламные ролики для недвижимости в Аризоне и Флориде, в которых фигурировали зазывалы, напоминающие дни карнавалов.
Его ранними клиентами часто были маленькие предприниматели — такие, как поставщики Nu-Vinyl (жидкость по уходу за винилом), Hair Wiz и Tarn-X silver polish (очиститель), но он также создал кампании для косметики Avon, книг Time-Life и записей Columbia House.
«Нам нужен 120-секундный рекламный ролик», — объяснил он в интервью в 1970 году. «Нам нужно 30 секундный слоган, и нужно оставить номер на экране достаточно долго, чтобы произвести впечатление. Мы будем „бомбить“ 10 секунд».
Он также утверждал, что каждое объявление должно заканчиваться этими словами: «…или мы вернём вам деньги». Он использовал эту фразу в качестве титула для своего учебника по рекламе, опубликованного Crown Books в 1982 году.
Он начал работу с A. Eicoff & Company в 1965 году в Чикаго. В подразделении Ogilvy & Mather с 1981 года агентство имеет множество влиятельных клиентов, включая Allstate (Компания-поставщик страховых услуг) и Sears (Компания, управляющая несколькими международными сетями розничной торговли), Roebuck. Он по-прежнему выступает в роли продюсера телевизионной рекламы для «немедленных, измеримых результатов».
Специалист по рекламе с прямым откликом, он создал некоторые из первых рекламных роликов, предназначенных для того, чтобы побуждать потребителей покупать продукты, делая звонок или отправляя по почте заказы. Его реклама с демонстрацией продуктов и частые призывы зрителей к действию, предоставила модель для сегодняшних рекламных роликов.
Г-н Эйкофф также был нанят консультантом AT&T в разработке сервиса 800, он был назван журналом Advertising Age в 1995 году одной из 50 наиболее влиятельных рекламных фигур в истории телевидения. Его более поздние объявления часто использовали номер 800, чтобы стимулировать отклики покупателей.

## Книги
- «Or Your Money Back» («Или мы вернём вам деньги»)